# 聯合報
- 聯合報
- 連合報

聯合報（れんごうほう、注音: ㄌㄧㄢˊ ㄏㄜˊ ㄅㄠˋ、拼音: Liánhébào、英語名：United Daily News）は中華民国（台湾）で発行されている日刊紙。『自由時報』、『蘋果日報』、『中国時報』と並び台湾4大新聞の一角を占める。中国国民党寄りの論調と評される。

## 概要
新聞販売競争が激化した台湾で、『民族報』の王惕吾が『経済時報』の范鶴言、『全民日報』の林頂立と協力し1951年9月16日に『全民日報』、『民族報』、『経済時報』の3紙の総合版として誕生した。当時の紙名は『全民日報、民族報、経済時報聯合版』であったが、1953年9月に3紙が合併し『全民日報、民族報、経済時報聯合報』と改称、さらに1957年に現在の『聯合報』と改称した。
1951年の発行開始以来1959年まで、それまで一般的であった党営・官営新聞に代わり、台湾での発行部数最大の新聞となったが、1989年1月1日に新聞発行規制（報禁）が撤廃されるとその成長は鈍化した。
国民党政権下では保守派の立場であっても国民党に批判的な論説が目立った。李登輝政権時代の1992年、李登輝批判の論調を掲載したことで、「反李登輝」のレッテルを貼られ不買運動が引き起こされた。陳水扁政権下で与党となった民主進歩党にも批判的で、いわゆる泛藍連盟支持者が読者層を形成している。近年は台湾の新聞業界が過当競争となっているため発行部数は伸び悩んでいる。
系列紙として、台湾では『聯合晚報』、『経済日報』などが、海外では『世界日報 (北米)』、『欧洲日報』が発行され、これと別に商業経済情報を提供する中国経済通訊社を傘下に収めている。このほか1992年から1995年までは『香港聯合報』があった。
現在の発行人は創始者王惕吾の娘に当たる王效蘭である。

## リンク
- （中国語）公式サイト